# شری ۷۷۱۸۵

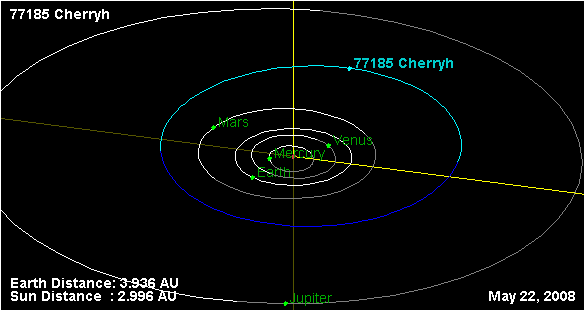
نمایی از محل قرارگیری سیارک شری ۷۷۱۸۵ در مدار – ۲۰۰۸

سیارک ۷۷۱۸۵ (به انگلیسی: 77185 Cherryh، نامگذاری:2001FE9) هفتاد و هفت هزار و صد و هشتاد و پنجمین سیارک کشف شده‌است که در ۲۰ مارس ۲۰۰۱ کشف شد.